# Сельское хозяйство Греции

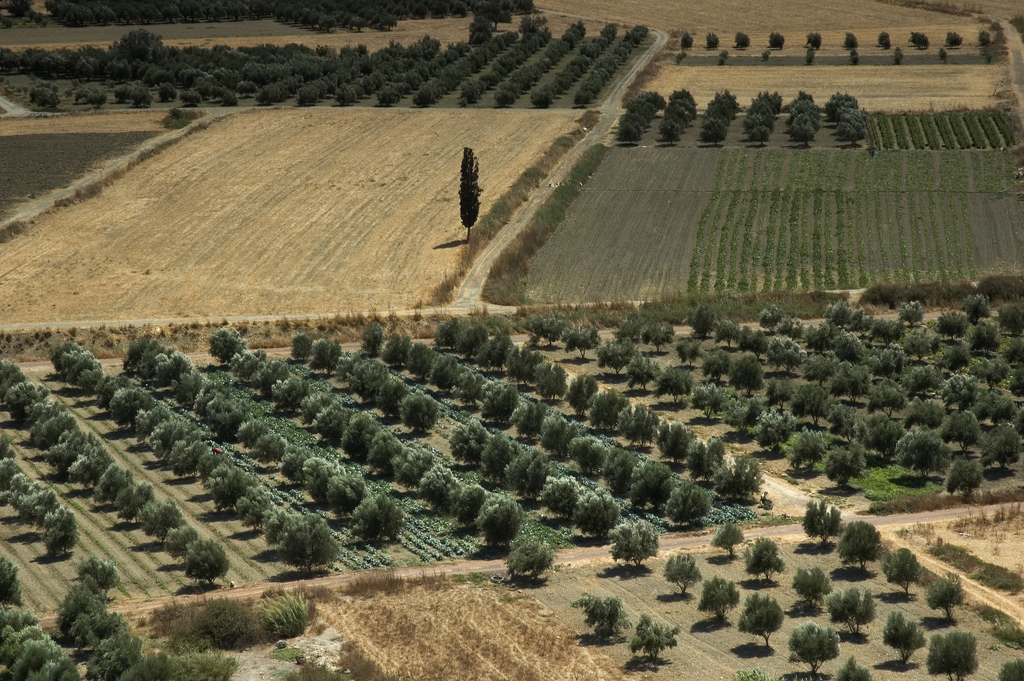
Долина Месара, Крит

Сельское хозяйство в Греции базируется главным образом на небольших частных хозяйствах, а крупные фермерские объединения остаются пока в небольшом количестве, несмотря на все усилия со стороны государства в последние 30 лет. Большинство крупных сельскохозяйственных предприятий создано при содействии Европейского союза (ЕС). 
В сельском хозяйстве занято около 528 тыс. рабочих, что составляет 12 % от общего числа занятых в греческой экономике. Оно даёт 7 % валового внутреннего продукта (16 млрд $).
В этой отрасли занято большое количество иностранной рабочей силы, в первую очередь албанцев и румын. В настоящее время греческое сельское хозяйство значительно субсидируется из средств ЕС.
Климатические и топографические особенности Греции позволяют выращивать огромное разнообразие сельскохозяйственных культур: от тропических (бананы и т. д.), до культур, характерных для северных районов (грибы и т. д.).
Греция производит широкий спектр сельскохозяйственной продукции: овощи, фрукты, продукция животноводства и рыболовства. Лесное хозяйство играет второстепенную роль.

## История
В XIX веке сельское хозяйство в Греции было на крайне низкой стадии развития. Американский посол  в Афинах Уильям Генри Мофетт сообщал, что «сельское хозяйство находится здесь в крайне запущенном состоянии. Даже в окрестностях Афин используются деревянный плуг и мотыга, которые использовались 2000 лет назад. Удобрения почти не используются».
В XX веке сельское хозяйство Греции было значительно модернизировано. В частности, производство зерна (пшеница, ячмень, кукуруза) увеличилось благодаря применению современных методов ведения хозяйства и увеличению механизации ферм.
В 2018 году Греция произвела:
- 1,2 миллиона тонн кукурузы;
- 1 миллион тонн оливок (5-й по величине производитель в мире после Испании, Италии, Марокко и Турции);
- 1 миллион тонн пшеницы;
- 968 тысяч тонн персика (3-й по величине производитель в мире после Китая и Италии);
- 933 тыс. тонн винограда (19-й по величине производитель в мире);
- 913 тыс. тонн апельсина (17-й по величине производитель в мире);
- 837 тысяч тонн хлопка;
- 835 тысяч тонн помидоров;
- 630 тысяч тонн арбуза;
- 465 тыс. тонн картофеля;
- 353 тысячи тонн сахарной свёклы;
- 344 тыс. тонн ячменя;
- 285 тыс. тонн яблока;
- 265 тысяч тонн киви (5-й по величине производитель в мире после Китая, Италии, Новой Зеландии и Ирана);

, помимо более мелких производств другой сельскохозяйственной продукции.

## Текущее производство
Структура использования земель Греции следующая:
- пахотные земли — 19 %;
- пастбища — 41 %;
- леса — 20 %;
- зерновые культуры — 8 %;
- другое — 12 %.

В настоящее время сельское хозяйство Греции в значительной степени субсидируется Общей сельскохозяйственной политикой (CAP), что даёт противоречивые результаты. Определённые отчисления субсидий запланированы в течение следующего десятилетия.

## Основные сельскохозяйственные культуры
- зерновые культуры выращиваются в основном для внутреннего потребления:

- пшеница — годовой объём производства составил 1,8 млн тонн в 2004 году по сравнению с 2,1 млн тонн в 1964 году. Средняя урожайность возросла с 165,3 т/км² в 1964 году до 211,3 т/км² в 2004 году, в то время как общая посевная площадь сократилось с 12631 км² в 1964 году до 8519 км² в 2004 году
- ячмень — годовой объём производства ячменя достиг 2.2 млн тонн в 2004 году по сравнению с 2.42 млн тонн в 1964 году. Средняя урожайность возросла с 144,91 т/км² в 1964 году до 224,97 т/км² в 2004 году. Общая посевная площадь снизилась с 1670 км² в 1964 году до 978 км² в 2008 году
- кукуруза

- технические культуры:

- оливки
- подсолнечник
- соя
- хлопок
- табак

- овощи:

- томат
- лук
- салат
- баклажаны
- огурцы
- перец
- морковь
- белокочанная капуста
- цветная капуста
- брокколи
- картофель

- фрукты:

- лимоны
- апельсины
- персики
- виноград